# Ділівська сільська рада
| Ділівська сільська рада — колишній орган місцевого самоврядування у Рахівському районі Закарпатської області з адміністративним центром у с. Ділове. Сільській раді були підпорядковані населені пункти: - с. Ділове - с. Круглий - с. Хмелів |

## Склад ради
Рада складалася з 20 депутатів та голови.

## Керівний склад сільської ради
| ПІБ                      | Основні відомості                                                 | Дата обрання | Дата звільнення |
| ------------------------ | ----------------------------------------------------------------- | ------------ | --------------- |
| Романюк Людмила Іванівна | Сільський голова, 1956 року народження, освіта, позапартійна      | 26.03.2006   | 31.10.2010      |
| Романюк Людмила Іванівна | Сільський голова, 1956 року народження, освіта вища, позапартійна | 31.10.2010   |                 |

Примітка: таблиця складена за даними джерела

## Населення
Згідно з переписом УРСР 1989 року чисельність наявного населення сільської ради становила 2952 особи, з яких 1415 чоловіків та 1537 жінок.
За переписом населення України 2001 року в сільській раді мешкали 3192 особи.

### Мова
Розподіл населення за рідною мовою за даними перепису 2001 року:
| Мова       | Відсоток |
| ---------- | -------- |
| українська | 98,72 %  |
| російська  | 0,59 %   |
| угорська   | 0,34 %   |
| румунська  | 0,09 %   |
| молдовська | 0,06 %   |
| білоруська | 0,03 %   |